# Odontadenia funigera
Odontadenia funigera är en oleanderväxtart som beskrevs av R. E. Woodson. Odontadenia funigera ingår i släktet Odontadenia och familjen oleanderväxter. Inga underarter finns listade i Catalogue of Life.